# Bóng ném tại Thế vận hội Mùa hè 2024 – Giải đấu Nam
Giải đấu bóng ném nam tại Thế vận hội Mùa hè 2024 là giải đấu bóng ném nam thứ 15 tại Thế vận hội Mùa hè. Giải đấu được tổ chức từ ngày 27 tháng 7 đến 11 tháng 8 năm 2024. Các trận đấu vòng bảng được tổ chức ở Paris Expo Porte de Versailles tại Paris và các trận đấu chung kết được tổ chức ở Sân vận động Pierre Mauroy tại Lille, Pháp.

## Lịch thi đấu
Lịch thi đấu của giải đấu như sau.
| G | Vòng bảng | ¼ | Tứ kết | ½ | Bán kết | B | Tranh huy chương đồng | F | Tranh huy chương vàng |

| T7 27 | CN 28 | T2 29 | T3 30 | T4 31 | T5 1 | T6 2 | T7 3 | CN 4 | T2 5 | T3 6 | T4 7 | T5 8 | T6 9 | T7 10 | CN 11 | CN 11 |
| ----- | ----- | ----- | ----- | ----- | ---- | ---- | ---- | ---- | ---- | ---- | ---- | ---- | ---- | ----- | ----- | ----- |
| G     |       | G     |       | G     |      | G    |      | G    |      |      | ¼    |      | ½    |       | B     | F     |

## Vòng loại
| Giải đấu                                | Thời gian                         | Địa điểm           | Suất tham dự | Đội giành quyền tham dự |
| --------------------------------------- | --------------------------------- | ------------------ | ------------ | ----------------------- |
| Quốc gia đăng cai                       | —                                 | —                  | 1            | Pháp                    |
| Giải vô địch bóng ném nam thế giới 2023 | 11–29 tháng 1 năm 2023            | Ba Lan · Thụy Điển | 1            | Đan Mạch                |
| Vòng loại châu Á 2023                   | 18–28 tháng 10 năm 2023           | Doha               | 1            | Nhật Bản                |
| Đại hội Thể thao Liên châu Mỹ 2023      | 30 tháng 10 – 4 tháng 11 năm 2023 | Viña del Mar       | 1            | Argentina               |
| Giải Vô địch Bóng ném Nam châu Âu 2024  | 10–28 tháng 1 năm 2024            | Đức                | 1            | Thụy Điển               |
| Giải Vô địch Bóng ném Nam châu Phi 2024 | 17–27 tháng 1 năm 2024            | Cairo              | 1            | Ai Cập                  |
| Vòng loại Olympic Bóng ném Nam 2024     | 14–17 tháng 3 năm 2024            | Granollers         | 2            | Tây Ban Nha · Slovenia  |
| Vòng loại Olympic Bóng ném Nam 2024     | 14–17 tháng 3 năm 2024            | Hanover            | 2            | Croatia · Đức           |
| Vòng loại Olympic Bóng ném Nam 2024     | 14–17 tháng 3 năm 2024            | Tatabánya          | 2            | Na Uy · Hungary         |
| Tổng cộng                               |                                   |                    | 12           |                         |

## Bốc thăm
Lễ bốc thăm được tổ chức vào ngày 16 Tháng Tư năm 2024.

### Chia hạt giống
Các nhóm hạt giống được công bố vào ngày 17 Tháng 3 năm 2024.
| Nhóm 1                 | Nhóm 2          | Nhóm 3        | Nhóm 4          | Nhóm 5             | Nhóm 6               |
| ---------------------- | --------------- | ------------- | --------------- | ------------------ | -------------------- |
| Đan Mạch · Tây Ban Nha | Croatia · Na Uy | Hungary · Đức | Slovenia · Pháp | Thụy Điển · Ai Cập | Argentina · Nhật Bản |

## Trọng tài
Các cặp trọng tài được công bố vào ngày 26 tháng 4 năm 2024.
| Referees             | Referees                                |
| -------------------- | --------------------------------------- |
| Algérie              | Youcef Belkhiri Sid Ali Hamidi          |
| Argentina            | Mariana García María Paolantoni         |
| Bosna và Hercegovina | Amar Konjičanin Dino Konjičanin         |
| Séc                  | Václav Horáček Jiří Novotný             |
| Đan Mạch             | Mads Hansen Jesper Madsen               |
| Pháp                 | Julie Bonaventura Charlotte Bonaventura |
| Đức                  | Robert Schulze Tobias Tönnies           |
| Đức                  | Tanja Kuttler Maike Merz                |

| Referees      | Referees                         |
| ------------- | -------------------------------- |
| Hungary       | Ádám Bíró Olivér Kiss            |
| Bắc Macedonia | Gjorgji Nachevski Slave Nikolov  |
| Montenegro    | Ivan Pavićević Miloš Ražnatović  |
| Na Uy         | Håvard Kleven Lars Jørum         |
| Slovenia      | Bojan Lah David Sok              |
| Tây Ban Nha   | Ignacio García Andreu Marín      |
| Thụy Điển     | Mirza Kurtagic Mattias Wetterwik |
| Thụy Sĩ       | Arthur Brunner Morad Salah       |

## Vòng bảng
Tất cả thời gian được liệt kê đều là giờ địa phương (UTC+2).

### Group A
| VT | Đội         | ST | T | H | B | BT  | BB  | HS  | Đ | Giành quyền tham dự |
| -- | ----------- | -- | - | - | - | --- | --- | --- | - | ------------------- |
| 1  | Đức         | 5  | 4 | 0 | 1 | 162 | 144 | +18 | 8 | Tứ Kết              |
| 2  | Slovenia    | 5  | 3 | 0 | 2 | 140 | 142 | −2  | 6 | Tứ Kết              |
| 3  | Tây Ban Nha | 5  | 3 | 0 | 2 | 151 | 148 | +3  | 6 | Tứ Kết              |
| 4  | Thụy Điển   | 5  | 3 | 0 | 2 | 158 | 139 | +19 | 6 | Tứ Kết              |
| 5  | Croatia     | 5  | 2 | 0 | 3 | 148 | 156 | −8  | 4 |                     |
| 6  | Nhật Bản    | 5  | 0 | 0 | 5 | 143 | 173 | −30 | 0 |                     |

| 27 tháng 7 năm 2024 09:00 | Tây Ban Nha | 25–22    | Slovenia | Paris Expo Porte de Versailles, Paris Khán giả: 5,776 Trọng tài: C. Bonaventura, J. Bonaventura (FRA) |
| 27 tháng 7 năm 2024 09:00 | Gómez 7     | (8–11)   | Bombač 5 | Paris Expo Porte de Versailles, Paris Khán giả: 5,776 Trọng tài: C. Bonaventura, J. Bonaventura (FRA) |
| 27 tháng 7 năm 2024 09:00 | 3×          | Chi tiết | 5×       | Paris Expo Porte de Versailles, Paris Khán giả: 5,776 Trọng tài: C. Bonaventura, J. Bonaventura (FRA) |

| 27 tháng 7 năm 2024 14:00 | Croatia    | 30–29    | Nhật Bản    | Paris Expo Porte de Versailles, Paris Khán giả: 5,749 Trọng tài: Kleven, Jørum (NOR) |
| 27 tháng 7 năm 2024 14:00 | Šoštarić 6 | (13–18)  | Yasuhira 10 | Paris Expo Porte de Versailles, Paris Khán giả: 5,749 Trọng tài: Kleven, Jørum (NOR) |
| 27 tháng 7 năm 2024 14:00 | 3×         | Chi tiết | 4×          | Paris Expo Porte de Versailles, Paris Khán giả: 5,749 Trọng tài: Kleven, Jørum (NOR) |

| 27 tháng 7 năm 2024 19:00 | Đức      | 30–27    | Thụy Điển | Paris Expo Porte de Versailles, Paris Khán giả: 5,739 Trọng tài: Hansen, Madsen (DEN) |
| 27 tháng 7 năm 2024 19:00 | Uščins 8 | (12–11)  | Wanne 8   | Paris Expo Porte de Versailles, Paris Khán giả: 5,739 Trọng tài: Hansen, Madsen (DEN) |
| 27 tháng 7 năm 2024 19:00 | 1×       | Chi tiết | 2×        | Paris Expo Porte de Versailles, Paris Khán giả: 5,739 Trọng tài: Hansen, Madsen (DEN) |

| 29 tháng 7 năm 2024 09:00 | Nhật Bản   | 26–37    | Đức      | Paris Expo Porte de Versailles, Paris Trọng tài: Bíró, Kiss (HUN) |
| 29 tháng 7 năm 2024 09:00 | Fujisaka 6 | (10–21)  | Uščins 7 | Paris Expo Porte de Versailles, Paris Trọng tài: Bíró, Kiss (HUN) |
| 29 tháng 7 năm 2024 09:00 | 3×         | Chi tiết | 1×       | Paris Expo Porte de Versailles, Paris Trọng tài: Bíró, Kiss (HUN) |

| 29 tháng 7 năm 2024 11:00 | Slovenia     | 31–29    | Croatia         | Paris Expo Porte de Versailles, Paris Khán giả: 5,767 Trọng tài: Nachevski, Nikolov (MKD) |
| 29 tháng 7 năm 2024 11:00 | Janc, Vlah 8 | (13–13)  | three players 5 | Paris Expo Porte de Versailles, Paris Khán giả: 5,767 Trọng tài: Nachevski, Nikolov (MKD) |
| 29 tháng 7 năm 2024 11:00 | 5× 1×        | Chi tiết | 8× 1×           | Paris Expo Porte de Versailles, Paris Khán giả: 5,767 Trọng tài: Nachevski, Nikolov (MKD) |

| 29 tháng 7 năm 2024 16:00 | Thụy Điển       | 29–26    | Tây Ban Nha | Paris Expo Porte de Versailles, Paris Khán giả: 5,764 Trọng tài: Horáček, Novotný (CZE) |
| 29 tháng 7 năm 2024 16:00 | three players 5 | (11–11)  | Fernández 7 | Paris Expo Porte de Versailles, Paris Khán giả: 5,764 Trọng tài: Horáček, Novotný (CZE) |
| 29 tháng 7 năm 2024 16:00 | 4× 1×           | Chi tiết | 5× 1×       | Paris Expo Porte de Versailles, Paris Khán giả: 5,764 Trọng tài: Horáček, Novotný (CZE) |

| 31 tháng 7 năm 2024 11:00 | Croatia      | 31–26    | Đức     | Paris Expo Porte de Versailles, Paris Khán giả: 5,774 Trọng tài: Horáček, Novotný (CZE) |
| 31 tháng 7 năm 2024 11:00 | Martinović 9 | (15–13)  | Golla 8 | Paris Expo Porte de Versailles, Paris Khán giả: 5,774 Trọng tài: Horáček, Novotný (CZE) |
| 31 tháng 7 năm 2024 11:00 | 5× 1×        | Chi tiết |         | Paris Expo Porte de Versailles, Paris Khán giả: 5,774 Trọng tài: Horáček, Novotný (CZE) |

| 31 tháng 7 năm 2024 14:00 | Tây Ban Nha | 37–33    | Nhật Bản             | Paris Expo Porte de Versailles, Paris Khán giả: 5,813 Trọng tài: Pavićević, Ražnatović (MNE) |
| 31 tháng 7 năm 2024 14:00 | Odriozola 6 | (20–18)  | Fujisaka, Yasuhira 7 | Paris Expo Porte de Versailles, Paris Khán giả: 5,813 Trọng tài: Pavićević, Ražnatović (MNE) |
| 31 tháng 7 năm 2024 14:00 | 1×          | Chi tiết | 1×                   | Paris Expo Porte de Versailles, Paris Khán giả: 5,813 Trọng tài: Pavićević, Ražnatović (MNE) |

| 31 tháng 7 năm 2024 16:00 | Slovenia | 29–24    | Thụy Điển | Paris Expo Porte de Versailles, Paris Khán giả: 5,813 Trọng tài: Brunner, Salah (SUI) |
| 31 tháng 7 năm 2024 16:00 | Janc 10  | (15–14)  | Wanne 6   | Paris Expo Porte de Versailles, Paris Khán giả: 5,813 Trọng tài: Brunner, Salah (SUI) |
| 31 tháng 7 năm 2024 16:00 | 4× 1×    | Chi tiết | 3× 1×     | Paris Expo Porte de Versailles, Paris Khán giả: 5,813 Trọng tài: Brunner, Salah (SUI) |

| 2 tháng 8 năm 2024 14:00 | Croatia      | 27–38    | Thụy Điển | Paris Expo Porte de Versailles, Paris Khán giả: 5,774 Trọng tài: C. Bonaventura, J. Bonaventura (FRA) |
| 2 tháng 8 năm 2024 14:00 | Martinović 8 | (15–18)  | Pellas 9  | Paris Expo Porte de Versailles, Paris Khán giả: 5,774 Trọng tài: C. Bonaventura, J. Bonaventura (FRA) |
| 2 tháng 8 năm 2024 14:00 | 4× 1×        | Chi tiết | 3×        | Paris Expo Porte de Versailles, Paris Khán giả: 5,774 Trọng tài: C. Bonaventura, J. Bonaventura (FRA) |

| 2 tháng 8 năm 2024 16:00 | Đức      | 33–31    | Tây Ban Nha | Paris Expo Porte de Versailles, Paris Khán giả: 5,774 Trọng tài: Nachevski, Nikolov (MKD) |
| 2 tháng 8 năm 2024 16:00 | Uščins 8 | (20–18)  | Gómez 10    | Paris Expo Porte de Versailles, Paris Khán giả: 5,774 Trọng tài: Nachevski, Nikolov (MKD) |
| 2 tháng 8 năm 2024 16:00 | 5×       | Chi tiết | 3×          | Paris Expo Porte de Versailles, Paris Khán giả: 5,774 Trọng tài: Nachevski, Nikolov (MKD) |

| 2 tháng 8 năm 2024 19:00 | Nhật Bản   | 28–29    | Slovenia | Paris Expo Porte de Versailles, Paris Khán giả: 5,652 Trọng tài: Hansen, Madsen (DEN) |
| 2 tháng 8 năm 2024 19:00 | Yasuhira 8 | (15–15)  | Vlah 14  | Paris Expo Porte de Versailles, Paris Khán giả: 5,652 Trọng tài: Hansen, Madsen (DEN) |
| 2 tháng 8 năm 2024 19:00 | 7×         | Chi tiết | 6× 1×    | Paris Expo Porte de Versailles, Paris Khán giả: 5,652 Trọng tài: Hansen, Madsen (DEN) |

| 4 tháng 8 năm 2024 09:00 | Thụy Điển  | 40–27    | Nhật Bản  | Paris Expo Porte de Versailles, Paris Khán giả: 5,808 Trọng tài: Schulze, Tönnies (GER) |
| 4 tháng 8 năm 2024 09:00 | Karlsson 6 | (16–9)   | Sugioka 9 | Paris Expo Porte de Versailles, Paris Khán giả: 5,808 Trọng tài: Schulze, Tönnies (GER) |
| 4 tháng 8 năm 2024 09:00 | 2×         | Chi tiết | 2×        | Paris Expo Porte de Versailles, Paris Khán giả: 5,808 Trọng tài: Schulze, Tönnies (GER) |

| 4 tháng 8 năm 2024 14:00 | Đức      | 36–29    | Slovenia | Paris Expo Porte de Versailles, Paris Khán giả: 5,685 Trọng tài: Jørum, Kleven (NOR) |
| 4 tháng 8 năm 2024 14:00 | Häfner 7 | (23–14)  | Horžen 7 | Paris Expo Porte de Versailles, Paris Khán giả: 5,685 Trọng tài: Jørum, Kleven (NOR) |
| 4 tháng 8 năm 2024 14:00 | 1×       | Chi tiết | 1×       | Paris Expo Porte de Versailles, Paris Khán giả: 5,685 Trọng tài: Jørum, Kleven (NOR) |

| 4 tháng 8 năm 2024 21:00 | Tây Ban Nha | 32–31    | Croatia   | Paris Expo Porte de Versailles, Paris Khán giả: 5,723 Trọng tài: Horáček, Novotný (CZE) |
| 4 tháng 8 năm 2024 21:00 | Rodríguez 6 | (20–15)  | Klarica 7 | Paris Expo Porte de Versailles, Paris Khán giả: 5,723 Trọng tài: Horáček, Novotný (CZE) |
| 4 tháng 8 năm 2024 21:00 | 2×          | Chi tiết | 6× 1×     | Paris Expo Porte de Versailles, Paris Khán giả: 5,723 Trọng tài: Horáček, Novotný (CZE) |

### Group B
| VT | Đội       | ST | T | H | B | BT  | BB  | HS  | Đ  | Giành quyền tham dự |
| -- | --------- | -- | - | - | - | --- | --- | --- | -- | ------------------- |
| 1  | Đan Mạch  | 5  | 5 | 0 | 0 | 165 | 133 | +32 | 10 | Tứ kết              |
| 2  | Ai Cập    | 5  | 3 | 1 | 1 | 148 | 140 | +8  | 7  | Tứ kết              |
| 3  | Na Uy     | 5  | 3 | 0 | 2 | 139 | 136 | +3  | 6  | Tứ kết              |
| 4  | Pháp (H)  | 5  | 2 | 1 | 2 | 129 | 131 | −2  | 5  | Tứ kết              |
| 5  | Hungary   | 5  | 1 | 0 | 4 | 137 | 138 | −1  | 2  |                     |
| 6  | Argentina | 5  | 0 | 0 | 5 | 131 | 171 | −40 | 0  |                     |

| 27 tháng 7 năm 2024 11:00 | Hungary | 32–35   | Ai Cập       | Paris Expo Porte de Versailles, Paris Khán giả: 5,776 Trọng tài: Nachevski, Nikolov (MKD) |
| 27 tháng 7 năm 2024 11:00 | Imre 7  | (15–19) | Adel, Omar 9 | Paris Expo Porte de Versailles, Paris Khán giả: 5,776 Trọng tài: Nachevski, Nikolov (MKD) |
| 27 tháng 7 năm 2024 11:00 | 4×      | tiết    | 2× 1×        | Paris Expo Porte de Versailles, Paris Khán giả: 5,776 Trọng tài: Nachevski, Nikolov (MKD) |

| 27 tháng 7 năm 2024 16:00 | Na Uy      | 36–31    | Argentina    | Paris Expo Porte de Versailles, Paris Khán giả: 5,749 Trọng tài: Horáček, Novotný (CZE) |
| 27 tháng 7 năm 2024 16:00 | Grøndahl 8 | (22–15)  | D. Simonet 5 | Paris Expo Porte de Versailles, Paris Khán giả: 5,749 Trọng tài: Horáček, Novotný (CZE) |
| 27 tháng 7 năm 2024 16:00 | 1×         | Chi tiết | 3×           | Paris Expo Porte de Versailles, Paris Khán giả: 5,749 Trọng tài: Horáček, Novotný (CZE) |

| 27 tháng 7 năm 2024 21:00 | Đan Mạch           | 37–29    | Pháp     | Paris Expo Porte de Versailles, Paris Khán giả: 5,739 Trọng tài: Schulze, Tönnies (GER) |
| 27 tháng 7 năm 2024 21:00 | Gidsel, Pytlick 11 | (18–17)  | Descat 7 | Paris Expo Porte de Versailles, Paris Khán giả: 5,739 Trọng tài: Schulze, Tönnies (GER) |
| 27 tháng 7 năm 2024 21:00 | 1×                 | Chi tiết | 4× 1×    | Paris Expo Porte de Versailles, Paris Khán giả: 5,739 Trọng tài: Schulze, Tönnies (GER) |

| 29 tháng 7 năm 2024 14:00 | Ai Cập          | 27–30    | Đan Mạch            | Paris Expo Porte de Versailles, Paris Khán giả: 5,764 Trọng tài: Lah, Sok (SLO) |
| 29 tháng 7 năm 2024 14:00 | three players 5 | (9–19)   | Arnoldsen, Gidsel 8 | Paris Expo Porte de Versailles, Paris Khán giả: 5,764 Trọng tài: Lah, Sok (SLO) |
| 29 tháng 7 năm 2024 14:00 | 3× 1×           | Chi tiết | 3× 1×               | Paris Expo Porte de Versailles, Paris Khán giả: 5,764 Trọng tài: Lah, Sok (SLO) |

| 29 tháng 7 năm 2024 19:00 | Pháp   | 22–27    | Na Uy   | Paris Expo Porte de Versailles, Paris Khán giả: 5,602 Trọng tài: García, Marín (ESP) |
| 29 tháng 7 năm 2024 19:00 | Mem 10 | (11–16)  | Blonz 7 | Paris Expo Porte de Versailles, Paris Khán giả: 5,602 Trọng tài: García, Marín (ESP) |
| 29 tháng 7 năm 2024 19:00 | 1×     | Chi tiết | 2×      | Paris Expo Porte de Versailles, Paris Khán giả: 5,602 Trọng tài: García, Marín (ESP) |

| 29 tháng 7 năm 2024 21:00 | Argentina    | 25–35    | Hungary | Paris Expo Porte de Versailles, Paris Khán giả: 5,602 Trọng tài: Schulze, Tönnies (GER) |
| 29 tháng 7 năm 2024 21:00 | P. Simonet 5 | (12–17)  | Imre 7  | Paris Expo Porte de Versailles, Paris Khán giả: 5,602 Trọng tài: Schulze, Tönnies (GER) |
| 29 tháng 7 năm 2024 21:00 | 4× 2×        | Chi tiết | 3×      | Paris Expo Porte de Versailles, Paris Khán giả: 5,602 Trọng tài: Schulze, Tönnies (GER) |

| 31 tháng 7 năm 2024 09:00 | Na Uy   | 26–25    | Hungary         | Paris Expo Porte de Versailles, Paris Khán giả: 5,772 Trọng tài: Lah, Sok (SLO) |
| 31 tháng 7 năm 2024 09:00 | Blonz 9 | (11–13)  | three players 6 | Paris Expo Porte de Versailles, Paris Khán giả: 5,772 Trọng tài: Lah, Sok (SLO) |
| 31 tháng 7 năm 2024 09:00 | 4×      | Chi tiết | 3×              | Paris Expo Porte de Versailles, Paris Khán giả: 5,772 Trọng tài: Lah, Sok (SLO) |

| 31 tháng 7 năm 2024 19:00 | Pháp       | 26–26    | Ai Cập | Paris Expo Porte de Versailles, Paris Khán giả: 5,780 Trọng tài: Kurtagic, Wetterwik (SWE) |
| 31 tháng 7 năm 2024 19:00 | Fabregas 5 | (11–15)  | Omar 8 | Paris Expo Porte de Versailles, Paris Khán giả: 5,780 Trọng tài: Kurtagic, Wetterwik (SWE) |
| 31 tháng 7 năm 2024 19:00 | 3×         | Chi tiết | 2×     | Paris Expo Porte de Versailles, Paris Khán giả: 5,780 Trọng tài: Kurtagic, Wetterwik (SWE) |

| 31 tháng 7 năm 2024 21:00 | Đan Mạch  | 38–27    | Argentina | Paris Expo Porte de Versailles, Paris Khán giả: 5,780 Trọng tài: Belkhiri, Hamidi (ALG) |
| 31 tháng 7 năm 2024 21:00 | Gidsel 13 | (19–14)  | Parker 6  | Paris Expo Porte de Versailles, Paris Khán giả: 5,780 Trọng tài: Belkhiri, Hamidi (ALG) |
| 31 tháng 7 năm 2024 21:00 | 5×        | Chi tiết | 4× 2× 1×  | Paris Expo Porte de Versailles, Paris Khán giả: 5,780 Trọng tài: Belkhiri, Hamidi (ALG) |

| 2 tháng 8 năm 2024 09:00 | Hungary | 25–28    | Đan Mạch | Paris Expo Porte de Versailles, Paris Khán giả: 5,764 Trọng tài: García, Marín (ESP) |
| 2 tháng 8 năm 2024 09:00 | Ilić 5  | (14–16)  | Gidsel 8 | Paris Expo Porte de Versailles, Paris Khán giả: 5,764 Trọng tài: García, Marín (ESP) |
| 2 tháng 8 năm 2024 09:00 | 6×      | Chi tiết | 1×       | Paris Expo Porte de Versailles, Paris Khán giả: 5,764 Trọng tài: García, Marín (ESP) |

| 2 tháng 8 năm 2024 11:00 | Argentina | 21–28    | Pháp     | Paris Expo Porte de Versailles, Paris Khán giả: 5,764 Trọng tài: Pavićević, Ražnatović (MNE) |
| 2 tháng 8 năm 2024 11:00 | Parker 7  | (8–15)   | Descat 8 | Paris Expo Porte de Versailles, Paris Khán giả: 5,764 Trọng tài: Pavićević, Ražnatović (MNE) |
| 2 tháng 8 năm 2024 11:00 | 4×        | Chi tiết | 1×       | Paris Expo Porte de Versailles, Paris Khán giả: 5,764 Trọng tài: Pavićević, Ražnatović (MNE) |

| 2 tháng 8 năm 2024 21:00 | Na Uy      | 25–26    | Ai Cập | Paris Expo Porte de Versailles, Paris Khán giả: 5,652 Trọng tài: Schulze, Tönnies (GER) |
| 2 tháng 8 năm 2024 21:00 | Reinkind 7 | (13–14)  | Omar 7 | Paris Expo Porte de Versailles, Paris Khán giả: 5,652 Trọng tài: Schulze, Tönnies (GER) |
| 2 tháng 8 năm 2024 21:00 | 2× 1×      | Chi tiết | 2×     | Paris Expo Porte de Versailles, Paris Khán giả: 5,652 Trọng tài: Schulze, Tönnies (GER) |

| 4 tháng 8 năm 2024 11:00 | Ai Cập              | 34–27    | Argentina    | Paris Expo Porte de Versailles, Paris Khán giả: 5,808 Trọng tài: Bíró, Kiss (HUN) |
| 4 tháng 8 năm 2024 11:00 | S. El-Deraa, Zein 6 | (14–15)  | F. Pizarro 6 | Paris Expo Porte de Versailles, Paris Khán giả: 5,808 Trọng tài: Bíró, Kiss (HUN) |
| 4 tháng 8 năm 2024 11:00 | 4×                  | Chi tiết | 1×           | Paris Expo Porte de Versailles, Paris Khán giả: 5,808 Trọng tài: Bíró, Kiss (HUN) |

| 4 tháng 8 năm 2024 16:00 | Hungary | 20–24    | Pháp     | Paris Expo Porte de Versailles, Paris Khán giả: 5,685 Trọng tài: Hansen, Madsen (DEN) |
| 4 tháng 8 năm 2024 16:00 | Imre 6  | (8–11)   | Prandi 7 | Paris Expo Porte de Versailles, Paris Khán giả: 5,685 Trọng tài: Hansen, Madsen (DEN) |
| 4 tháng 8 năm 2024 16:00 |         | Chi tiết | 2× 1×    | Paris Expo Porte de Versailles, Paris Khán giả: 5,685 Trọng tài: Hansen, Madsen (DEN) |

| 4 tháng 8 năm 2024 19:00 | Đan Mạch  | 32–25    | Na Uy      | Paris Expo Porte de Versailles, Paris Khán giả: 5,723 Trọng tài: Nachevski, Nikolov (MKD) |
| 4 tháng 8 năm 2024 19:00 | Pytlick 9 | (17–12)  | Reinkind 6 | Paris Expo Porte de Versailles, Paris Khán giả: 5,723 Trọng tài: Nachevski, Nikolov (MKD) |
| 4 tháng 8 năm 2024 19:00 | 3× 2×     | Chi tiết | 4×         | Paris Expo Porte de Versailles, Paris Khán giả: 5,723 Trọng tài: Nachevski, Nikolov (MKD) |

## Vòng loại trực tiếp

### Nhánh đấu
|  | Tứ kết               | Tứ kết      |             |    | Bán kết   | Bán kết   |  |  | Chung kết | Chung kết |
|  |                      |             |             |    |           |           |  |  |           |           |
|  | 7 Tháng 8            |             |             |    |           |           |  |  |           |           |
|  |                      |             |             |    |           |           |  |  |           |           |
|  | Đức (s.h.p.)         | 35          |             |    |           |           |  |  |           |           |
|  | Đức (s.h.p.)         | 35          | 9 Tháng 8   |    |           |           |  |  |           |           |
|  | Pháp                 | 34          |             |    |           |           |  |  |           |           |
|  | Pháp                 | 34          | Đức         | 25 |           |           |  |  |           |           |
|  | 7 Tháng 8            |             | Đức         | 25 |           |           |  |  |           |           |
|  |                      | Tây Ban Nha | 24          |    |           |           |  |  |           |           |
|  | Tây Ban Nha (s.h.p.) | Tây Ban Nha | 24          | 29 |           |           |  |  |           |           |
|  | Tây Ban Nha (s.h.p.) |             | 11 Tháng 8  | 29 |           |           |  |  |           |           |
|  | Ai Cập               | 28          |             |    |           |           |  |  |           |           |
|  | Ai Cập               | 28          | Đức         | 26 |           |           |  |  |           |           |
|  | 7 Tháng 8            |             | Đức         | 26 |           |           |  |  |           |           |
|  |                      | Đan Mạch    | 39          |    |           |           |  |  |           |           |
|  | Na Uy                | Đan Mạch    | 39          | 28 |           |           |  |  |           |           |
|  | Na Uy                | 9 Tháng 8   |             | 28 |           |           |  |  |           |           |
|  | Slovenia             | 33          |             |    |           |           |  |  |           |           |
|  | Slovenia             | 33          | Slovenia    | 30 |           |           |  |  |           |           |
|  | 7 Tháng 8            |             | Slovenia    | 30 |           |           |  |  |           |           |
|  |                      | Đan Mạch    | 31          |    | Tranh HCĐ | Tranh HCĐ |  |  |           |           |
|  | Đan Mạch             | Đan Mạch    | 31          | 32 | Tranh HCĐ | Tranh HCĐ |  |  |           |           |
|  | Đan Mạch             |             | 11 Tháng 8  | 32 |           |           |  |  |           |           |
|  | Thụy Điển            | 31          |             |    |           |           |  |  |           |           |
|  | Thụy Điển            | 31          | Tây Ban Nha | 23 |           |           |  |  |           |           |
|  |                      |             |             |    |           |           |  |  |           |           |
|  | Slovenia             | 22          |             |    |           |           |  |  |           |           |
|  | Slovenia             | 22          |             |    |           |           |  |  |           |           |

### Tứ kết
| 7 tháng 8 năm 2024 09:30 | Tây Ban Nha       | 29–28 (HP) | Ai Cập        | Stade Pierre-Mauroy, Lille Khán giả: 25,697 Trọng tài: Horáček, Novotný (CZE) |
| 7 tháng 8 năm 2024 09:30 | Gómez 9           | (8–12)     | Y. El-Deraa 8 | Stade Pierre-Mauroy, Lille Khán giả: 25,697 Trọng tài: Horáček, Novotný (CZE) |
| 7 tháng 8 năm 2024 09:30 | 2×                | Chi tiết   | 5×            | Stade Pierre-Mauroy, Lille Khán giả: 25,697 Trọng tài: Horáček, Novotný (CZE) |
| 7 tháng 8 năm 2024 09:30 | FT: 25–25 HP: 4–3 |            |               | Stade Pierre-Mauroy, Lille Khán giả: 25,697 Trọng tài: Horáček, Novotný (CZE) |

| 7 tháng 8 năm 2024 13:30 | Đức               | 35–34 (HP) | Pháp   | Stade Pierre-Mauroy, Lille Khán giả: 27,014 Trọng tài: Hansen, Madsen (DEN) |
| 7 tháng 8 năm 2024 13:30 | Uščins 14         | (14–17)    | Mem 10 | Stade Pierre-Mauroy, Lille Khán giả: 27,014 Trọng tài: Hansen, Madsen (DEN) |
| 7 tháng 8 năm 2024 13:30 | 3×                | Chi tiết   | 6× 1×  | Stade Pierre-Mauroy, Lille Khán giả: 27,014 Trọng tài: Hansen, Madsen (DEN) |
| 7 tháng 8 năm 2024 13:30 | FT: 29–29 HP: 6–5 |            |        | Stade Pierre-Mauroy, Lille Khán giả: 27,014 Trọng tài: Hansen, Madsen (DEN) |

| 7 tháng 8 năm 2024 17:30 | Đan Mạch  | 32–31    | Thụy Điển | Stade Pierre-Mauroy, Lille Khán giả: 26,449 Trọng tài: C. Bonaventura, J. Bonaventura (FRA) |
| 7 tháng 8 năm 2024 17:30 | Pytlick 9 | (16–16)  | Claar 7   | Stade Pierre-Mauroy, Lille Khán giả: 26,449 Trọng tài: C. Bonaventura, J. Bonaventura (FRA) |
| 7 tháng 8 năm 2024 17:30 | 3× 2×     | Chi tiết | 4× 1×     | Stade Pierre-Mauroy, Lille Khán giả: 26,449 Trọng tài: C. Bonaventura, J. Bonaventura (FRA) |

| 7 tháng 8 năm 2024 21:30 | Na Uy   | 28–33    | Slovenia | Stade Pierre-Mauroy, Lille Khán giả: 26,406 Trọng tài: García, Marín (ESP) |
| 7 tháng 8 năm 2024 21:30 | Blonz 7 | (12–16)  | Vlah 11  | Stade Pierre-Mauroy, Lille Khán giả: 26,406 Trọng tài: García, Marín (ESP) |
| 7 tháng 8 năm 2024 21:30 | 4×      | Chi tiết | 1×       | Stade Pierre-Mauroy, Lille Khán giả: 26,406 Trọng tài: García, Marín (ESP) |

### Bán kết
| 9 tháng 8 năm 2024 16:30 | Đức      | 25–24    | Tây Ban Nha | Stade Pierre-Mauroy, Lille Khán giả: 22,745 Trọng tài: Nachevski, Nikolov (MKD) |
| 9 tháng 8 năm 2024 16:30 | Uščins 6 | (12–12)  | Fernández 5 | Stade Pierre-Mauroy, Lille Khán giả: 22,745 Trọng tài: Nachevski, Nikolov (MKD) |
| 9 tháng 8 năm 2024 16:30 | 1×       | Chi tiết | 1×          | Stade Pierre-Mauroy, Lille Khán giả: 22,745 Trọng tài: Nachevski, Nikolov (MKD) |

| 9 tháng 8 năm 2024 21:30 | Slovenia       | 30-31    | Đan Mạch    | Stade Pierre-Mauroy, Lille Khán giả: 22,329 Trọng tài: Horáček, Novotný (CZE) |
| 9 tháng 8 năm 2024 21:30 | Bombač, Vlah 7 | (10–15)  | M. Landin 6 | Stade Pierre-Mauroy, Lille Khán giả: 22,329 Trọng tài: Horáček, Novotný (CZE) |
| 9 tháng 8 năm 2024 21:30 | 3×             | Chi tiết | 1×          | Stade Pierre-Mauroy, Lille Khán giả: 22,329 Trọng tài: Horáček, Novotný (CZE) |

### Tranh huy chương đồng
| 11 tháng 8 năm 2024 09:00 | Tây Ban Nha | 23–22    | Slovenia  | Stade Pierre-Mauroy, Lille Khán giả: 17,242 Trọng tài: Hansen, Madsen (DEN) |
| 11 tháng 8 năm 2024 09:00 | Gómez 5     | (12–12)  | Dolenec 6 | Stade Pierre-Mauroy, Lille Khán giả: 17,242 Trọng tài: Hansen, Madsen (DEN) |
| 11 tháng 8 năm 2024 09:00 | 2×          | Chi tiết | 3×        | Stade Pierre-Mauroy, Lille Khán giả: 17,242 Trọng tài: Hansen, Madsen (DEN) |

### Tranh huy chương vàng
| 11 tháng 8 năm 2024 13:30 | Đức     | 26–39    | Đan Mạch  | Stade Pierre-Mauroy, Lille Khán giả: 27,328 Trọng tài: Lah, Sok (SLO) |
| 11 tháng 8 năm 2024 13:30 | Knorr 6 | (12–21)  | Gidsel 11 | Stade Pierre-Mauroy, Lille Khán giả: 27,328 Trọng tài: Lah, Sok (SLO) |
| 11 tháng 8 năm 2024 13:30 | 1×      | Chi tiết | 1×        | Stade Pierre-Mauroy, Lille Khán giả: 27,328 Trọng tài: Lah, Sok (SLO) |

## Xếp hạng và thống kê
| Hạng | Đội         |
| ---- | ----------- |
| 1    | Đan Mạch    |
| 2    | Đức         |
| 3    | Tây Ban Nha |
| 4    | Slovenia    |
| 5    | Ai Cập      |
| 6    | Na Uy       |
| 7    | Thụy Điển   |
| 8    | Pháp        |
| 9    | Croatia     |
| 10   | Hungary     |
| 11   | Nhật Bản    |
| 12   | Argentina   |

| Vị trí                | Cầu thủ                |
| --------------------- | ---------------------- |
| Thủ môn               | Niklas Landin Jacobsen |
| Cánh phải             | Blaž Janc              |
| Mang phải             | Renārs Uščins          |
| Trụ                   | Juri Knorr             |
| Mang trái             | Simon Pytlick          |
| Cánh trái             | Daniel Fernández       |
| Nội tuyến             | Lukas Jørgensen        |
| Cầu thủ xuất sắc nhất | Mathias Gidsel         |

| Thứ hạng | Cầu thủ        | Bàn thắng | Dứt điểm | %  |
| -------- | -------------- | --------- | -------- | -- |
| 1        | Mathias Gidsel | 62        | 83       | 75 |
| 2        | Aleks Vlah     | 56        | 87       | 64 |
| 3        | Simon Pytlick  | 54        | 79       | 68 |
| 4        | Renārs Uščins  | 52        | 76       | 68 |
| 5        | Aleix Gómez    | 48        | 61       | 79 |
| 6        | Blaž Janc      | 43        | 58       | 74 |
| 7        | Johannes Golla | 37        | 47       | 79 |
| 7        | Dika Mem       | 37        | 60       | 62 |
| 9        | Hugo Descat    | 34        | 45       | 76 |
| 10       | Juri Knorr     | 33        | 52       | 63 |

| Thứ hạng | Cầu thủ                 | %  | Cản phá | Dứt điểm |
| -------- | ----------------------- | -- | ------- | -------- |
| 1        | Roland Mikler           | 40 | 23      | 58       |
| 2        | Vincent Gérard          | 35 | 68      | 192      |
| 3        | Tobias Thulin           | 34 | 35      | 102      |
| 4        | Dominik Kuzmanović      | 33 | 56      | 171      |
| 4        | Gonzalo Pérez de Vargas | 33 | 82      | 251      |
| 6        | Mohamed Aly             | 32 | 46      | 142      |
| 6        | Rodrigo Corrales        | 32 | 24      | 74       |
| 6        | Klemen Ferlin           | 32 | 56      | 177      |
| 9        | Emil Nielsen            | 31 | 48      | 157      |
| 9        | Kristóf Palasics        | 31 | 33      | 107      |
| 9        | Andreas Palicka         | 31 | 46      | 147      |
| 9        | David Späth             | 31 | 40      | 131      |
| 9        | Andreas Wolff           | 31 | 66      | 210      |